# Solenocera melantho
Solenocera melantho is een tienpotigensoort uit de familie van de Solenoceridae. De wetenschappelijke naam van de soort is voor het eerst geldig gepubliceerd in 1907 door Johannes Govertus de Man. De soort werd ontdekt tijdens de Siboga-expeditie.